# Rio Dragomirna (Şuşiţa)
O Rio Dragomirna (Şuşiţa) é um rio da Romênia, afluente do Şuşiţa, localizado no distrito de Vrancea.